# Мохамед Байо
Мохамед Байо (фр. Mohamed Bayo; нар. 4 червня 1998, Клермон-Ферран) — гвінейський футболіст, нападник бельгійського клубу «Антверпен» і національної збірної Гвінеї.

## Клубна кар'єра
Народився 4 червня 1998 року в місті Клермон-Ферран. Вихованець футбольної школи клубу «Клермон».
У дорослому футболі дебютував 2016 року виступами за команду «Клермонт» II, в якій провів один сезон, взявши участь у 27 матчах чемпіонату.  Більшість часу, проведеного у складі У складі, був основним гравцем атакувальної ланки команди. У складі був одним з головних бомбардирів команди, маючи середню результативність на рівні 0,52 гола за гру першості.
У 2017—2019 роках відіграв п'ять матчів за основну команду клубу «Клермон».
У січні 2019 року Байо на правах оренди перейшов до клубу «Дюнкерк» до кінця сезону. 25 червня 2019 року «Дюнкерк» продовжив оренду гравця на сезон 2019–20.
2020 року повернувся до клубу «Клермон». У сезоні 2020–21 Мохамед допоміг своєму рідному клубу «Клермон» уперше піднятися до Ліги 1, також за підсумками сезону гвінеєць став найкращим бомбардиром Ліги 2 із 22 голами.
До складу клубу «Лілль» приєднався 2022 року підписавши п’ятирічний контракт.
3 лютого 2025 року на правах оренид перейшов до бельгійського клубу «Антверпен» до кінця сезону.

## Виступи за збірну
2021 року дебютував в офіційних матчах у складі національної збірної Гвінеї.
У складі збірної був учасником Кубка африканських націй 2021 року у Камеруні і Кубка африканських націй 2023 року у Кот-д'Івуарі.

## Особисте життя
У жовтні 2021 року Байо був затриманий поліцією у Франції після наїзду та втечі після ДТП.
| Дата       | Місто       | Господарі            | Результат | Гості    | Турнір                                        | Голи | Примітки |
| ---------- | ----------- | -------------------- | --------- | -------- | --------------------------------------------- | ---- | -------- |
| 24-3-2021  | Конакрі     | Гвінея               | 1 – 0     | Малі     | Відбір до Кубка африканських націй 2021       | -    | 46'      |
| 1-9-2021   | Нуакшот     | Гвінея-Бісау         | 1 – 1     | Гвінея   | Відбір до ЧС 2022                             | -    | 82'      |
| 6-10-2021  | Марракеш    | Судан                | 1 – 1     | Гвінея   | Відбір до ЧС 2022                             | 1    | 75'      |
| 9-10-2021  | Агадір      | Гвінея               | 2 – 2     | Судан    | Відбір до ЧС 2022                             | 1    |          |
| 12-10-2021 | Рабат       | Гвінея               | 1 – 4     | Марокко  | Відбір до ЧС 2022                             | -    |          |
| 3-1-2021   | Кігалі      | Руанда               | 3 – 0     | Гвінея   | товариський матч                              | -    | 68'      |
| 6-1-2021   | Кігалі      | Руанда               | 0 – 2     | Гвінея   | товариський матч                              | 1    | 62'      |
| 10-1-2021  | Бафусам     | Гвінея               | 1 – 0     | Малаві   | Кубок африканських націй 2021 - 1-й етап      | -    | 88'      |
| 14-1-2022  | Бафусам     | Сенегал              | 0 – 0     | Гвінея   | Кубок африканських націй 2021 - 1-й етап      | -    |          |
| 18-1-2022  | Яунде       | Зімбабве             | 2 – 1     | Гвінея   | Кубок африканських націй 2021 - 1-й етап      | -    | 63'      |
| 24-1-2022  | Бафусам     | Гвінея               | 0 – 1     | Гамбія   | Кубок африканських націй 2021 - 1/8 фіналу    | -    | 83'      |
| 23-9-2022  | Оран        | Алжир                | 1 – 0     | Гвінея   | товариський матч                              | -    | 71'      |
| 27-9-2022  | Ам'єн       | Кот-д'Івуар          | 3 – 1     | Гвінея   | товариський матч                              | -    | 67'      |
| 24-3-2023  | Касабланка  | Гвінея               | 2 – 0     | Ефіопія  | Відбір до Кубка африканських націй 2023       | 1    | 35' 77'  |
| 27-3-2023  | Рабат       | Ефіопія              | 2 – 3     | Гвінея   | Відбір до Кубка африканських націй 2023       | -    |          |
| 9-9-2023   | Лілонгве    | Малаві               | 2 – 2     | Гвінея   | Відбір до Кубка африканських націй 2023       | -    | 72'      |
| 17-11-2023 | Беркан      | Гвінея               | 2 – 1     | Уганда   | Відбір до ЧС 2026                             | -    |          |
| 21-11-2023 | Франсистаун | Ботсвана             | 1 – 0     | Гвінея   | Відбір до ЧС 2026                             | -    | 82'      |
| 8-1-2024   | Абу-Дабі    | Гвінея               | 2 – 0     | Нігерія  | товариський матч                              | -    | 26'      |
| 15-1-2024  | Ямусукро    | Камерун              | 1 – 1     | Гвінея   | Кубок африканських націй 2023 - груповий етап | 1    | 85'      |
| 19-1-2024  | Ямусукро    | Гвінея               | 1 – 0     | Гамбія   | Кубок африканських націй 2023 - груповий етап | -    | 90+2'    |
| 23-1-2024  | Ямусукро    | Гвінея               | 0 – 2     | Сенегал  | Кубок африканських націй 2023 - груповий етап | -    | 63'      |
| 28-1-2024  | Абіджан     | Екваторіальна Гвінея | 0 – 1     | Гвінея   | Кубок африканських націй 2023 - 1/8 фіналу    | 1    |          |
| 2-2-2024   | Абіджан     | ДР Конго             | 3 – 1     | Гвінея   | Кубок африканських націй 2023 - чвертьфінал   | 1    | 90+2'    |
| 6-6-2024   | Алжир       | Алжир                | 1 – 2     | Гвінея   | Відбір до ЧС 2026                             | -    | 90+1'    |
| 10-6-2024  | Ель-Джадіда | Гвінея               | 0 – 1     | Мозамбік | Відбір до ЧС 2026                             | -    | 65'      |
| 6-9-2024   | Кіншаса     | ДР Конго             | 1 – 0     | Гвінея   | Відбір до Кубка африканських націй 2025       | -    |          |
| 10-9-2024  | Ямусукро    | Гвінея               | 1 – 2     | Танзанія | Відбір до Кубка африканських націй 2025       | 1    |          |
| 12-10-2024 | Абіджан     | Гвінея               | 4 – 1     | Ефіопія  | Відбір до Кубка африканських націй 2025       | -    | 64'      |
| 15-10-2024 | Абіджан     | Ефіопія              | 0 – 3     | Гвінея   | Відбір до Кубка африканських націй 2025       | -    | 61'      |
| Усього     |             | Матчів               | 30        |          | Голів                                         | 8    |          |